# Издательство литературы на иностранных языках
«Изда́тельство литерату́ры на иностра́нных языка́х» — советское государственное издательство. Основано в 1931 году. В 1963 году реорганизовано, в результате созданы новые издательства «Прогресс» и «Мир». Специализировалось на выпуске идеологической, учебной, справочной и художественной литературы на иностранных языках для иностранных рабочих и студентов, находящихся на территории СССР. 

## История
27 марта 1931 года в связи с переходом к государству функций «Издательства Коммунистического Интернационала» Постановлением СНК РСФСР было основано «Изда́тельское това́рищество иностра́нных рабо́чих в СССР» («Co-operative Publishing Society of Foreign Workers in the U.S.S.R.»). 3 июля 1938 года приказом начальника Главлита РСФСР было переименовано в «Издательство литературы на иностранных языках» («Foreign Languages Publishing House»). 
10 августа 1963 года в соответствии с постановлением ЦК КПСС и Совета Министров СССР «Издательство литературы на иностранных языках» и «Издательство иностранной литературы» были реорганизовано: гуманитарные редакции обоих издательств, а также специальная редакция «Издательства иностранной литературы» перешли в подчинение издательству «Прогресс», а технические и естественно-научные редакции обоих издательств — в подчинение издательству «Мир».